# 장경순 (1926년)
장경순(張慶淳, 1926년 2월 10일~2003년 4월 9일)은 대한민국의 정치인이다. 제5대 국회의원을 지냈다.

## 주요 이력
호(號)는 서산(瑞山)이다. 본관은 인동(仁同)이며 충청남도 서산 출생이다.

## 생애

### 학력
- 1952년 단국대학교 법학과 학사
- 1977년 연세대학교 경영대학원 경영학 석사

### 주요 경력
- 무소속 충청남도 의회의원
- 민주당 당무위원 겸 중앙상임위원
- 제5대 민의원
- 민주당 당무위원 겸 충청남도 서산 제1지구당 위원장
- 민주화추진협의회 정책연구실장
- 대한민국헌정회 이사장
- 한민족전통선양회 중앙총회장
- 어문바로잡기국민회의 대표위원

## 역대 선거 결과
|  | 22.42% |

|  | 16.11% |

|  | 2.56% |